# Kale vrouwenmantel
Kale vrouwenmantel (Alchemilla glabra) is een overblijvende plant, die behoort tot de rozenfamilie (Rosaceae). De soort staat op de Nederlandse Rode Lijst als zeldzaam en sterk afgenomen. De plant komt van nature voor in Europa. Het aantal chromosomen is 2n = 96 of 102-110.
De plant wordt 10–60 cm hoog en vormt wortelstokken. De stengel en bladstelen zijn onbehaard of hebben omhoogwijzende, aangedrukte haren. De bovenkant van de vaak sterk geplooide wortelbladeren is kaal. Op de onderkant zitten alleen op de nerven haren. De steunblaadjes verdrogen in tegenstelling tot die van de fraaie vrouwenmantel (Alchemilla mollis) niet snel. De rand van het blad is gekarteld.
Kale vrouwenmantel bloeit van mei tot de herfst met geelgroene bloemen, die in een tuilvormig, los meertakkig bijscherm zijn gerangschikt. De kelkbuis is kaal. De kelkbladen zijn korter tot iets langer dan de kelkbuis.
De vrucht is een eenzadige, 1,5 mm lange en 1 mm brede dopvrucht.

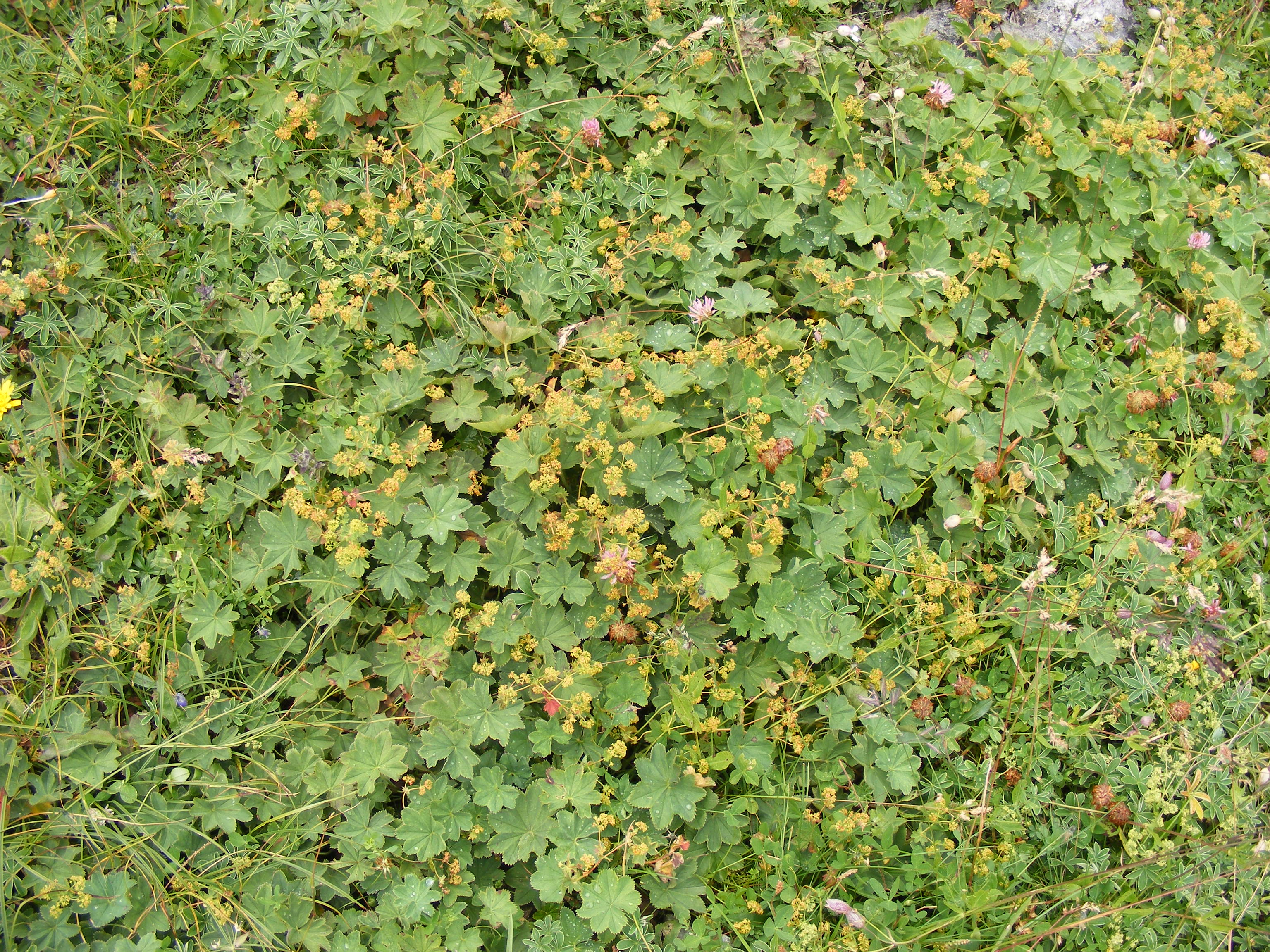
Planten
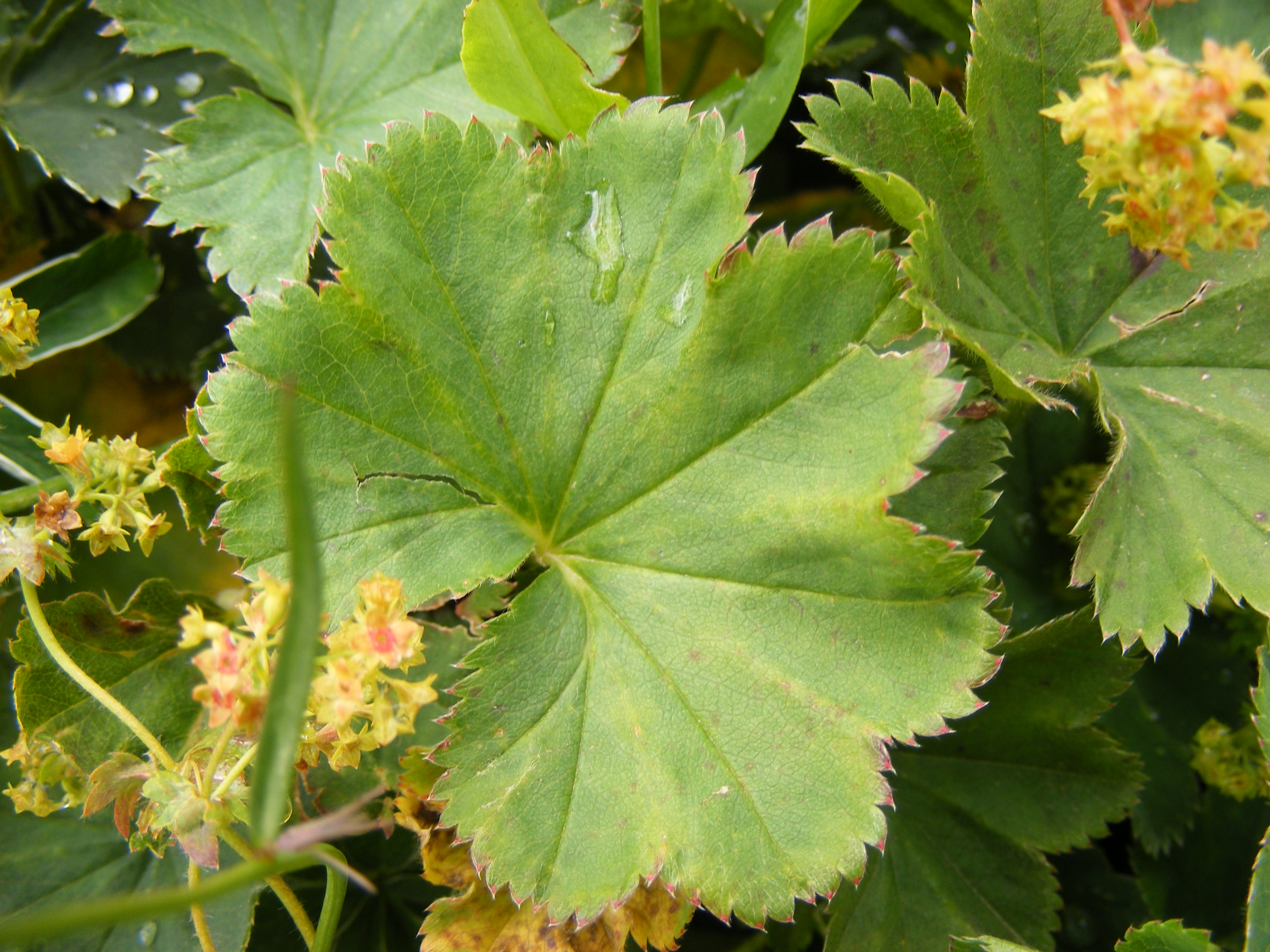
Voorkant blad
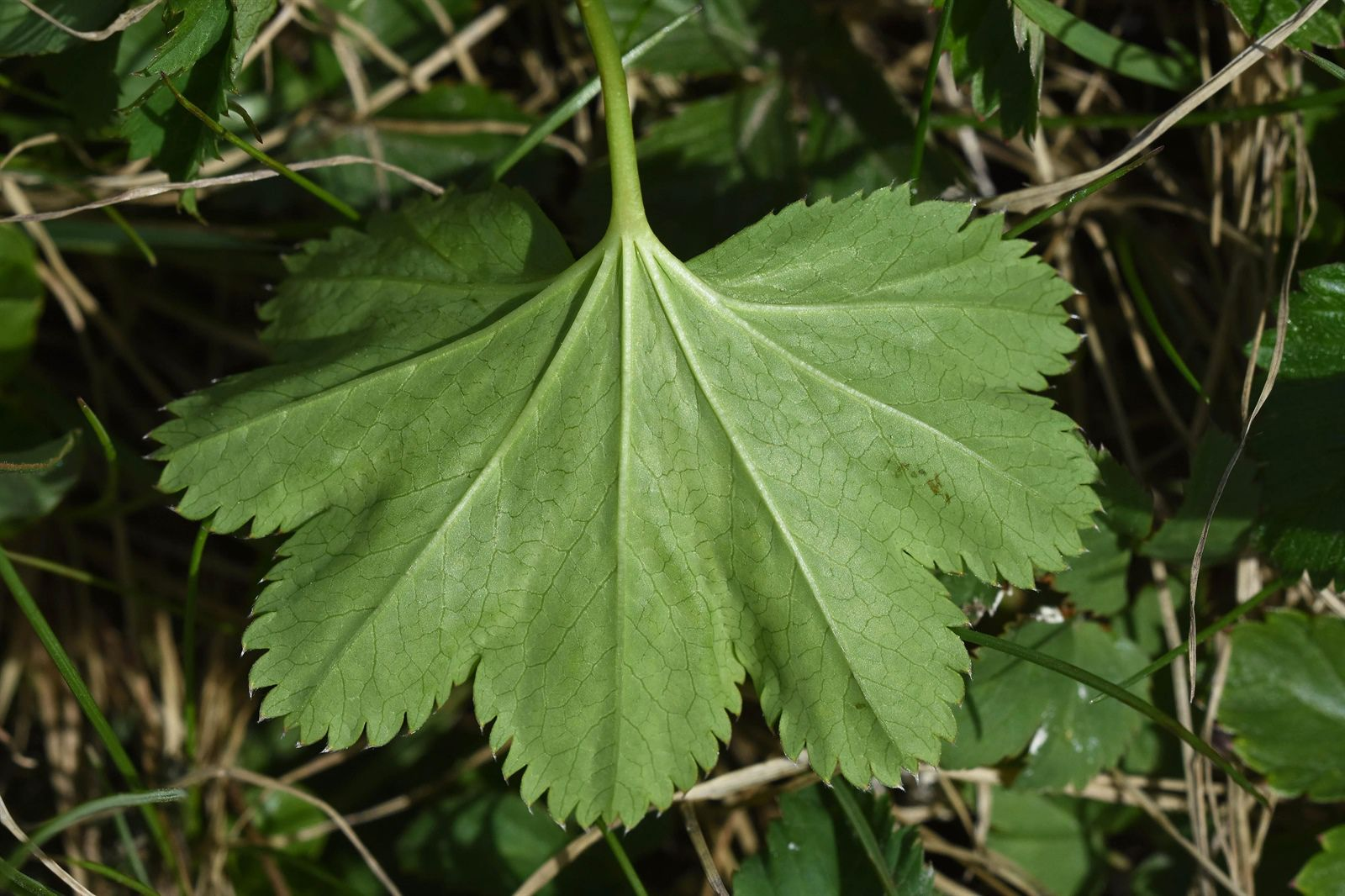
Achterkant blad
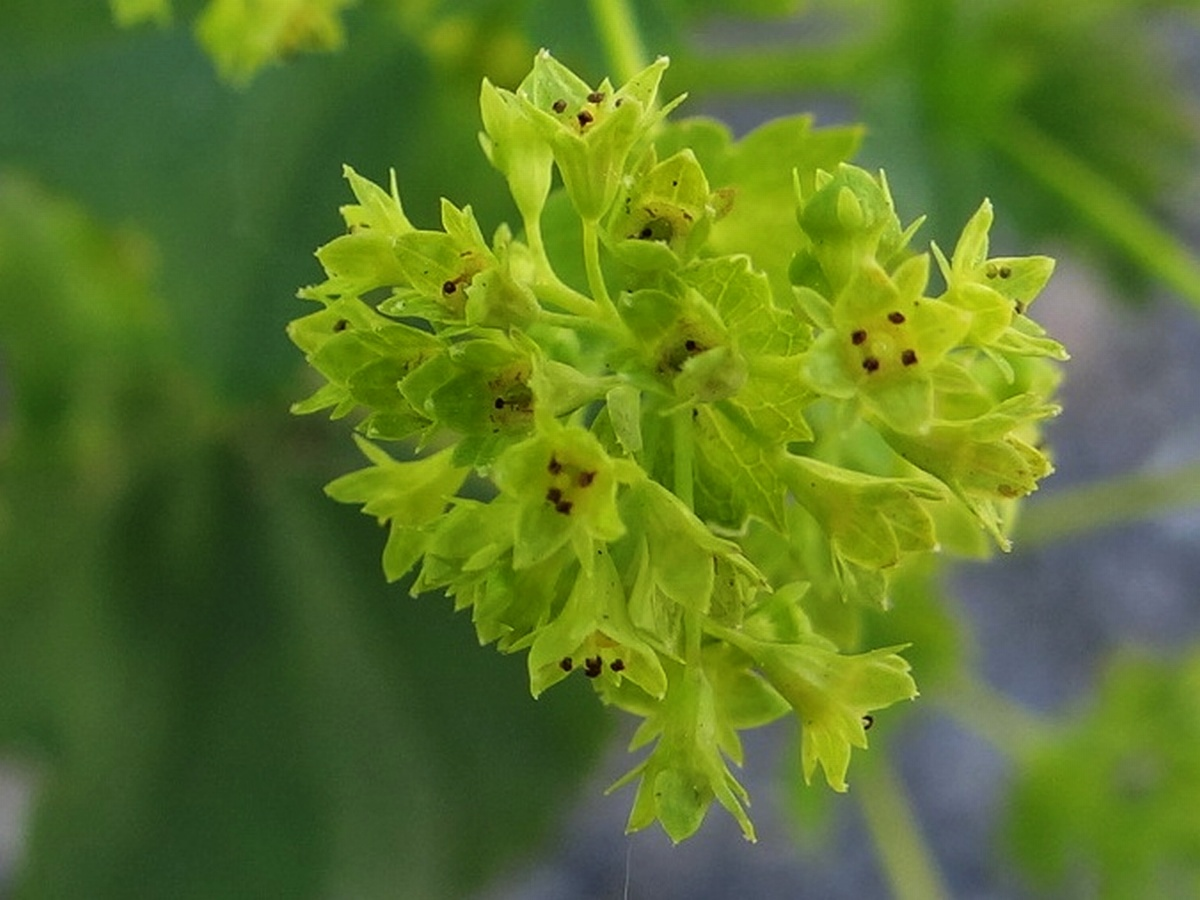
Bloemen
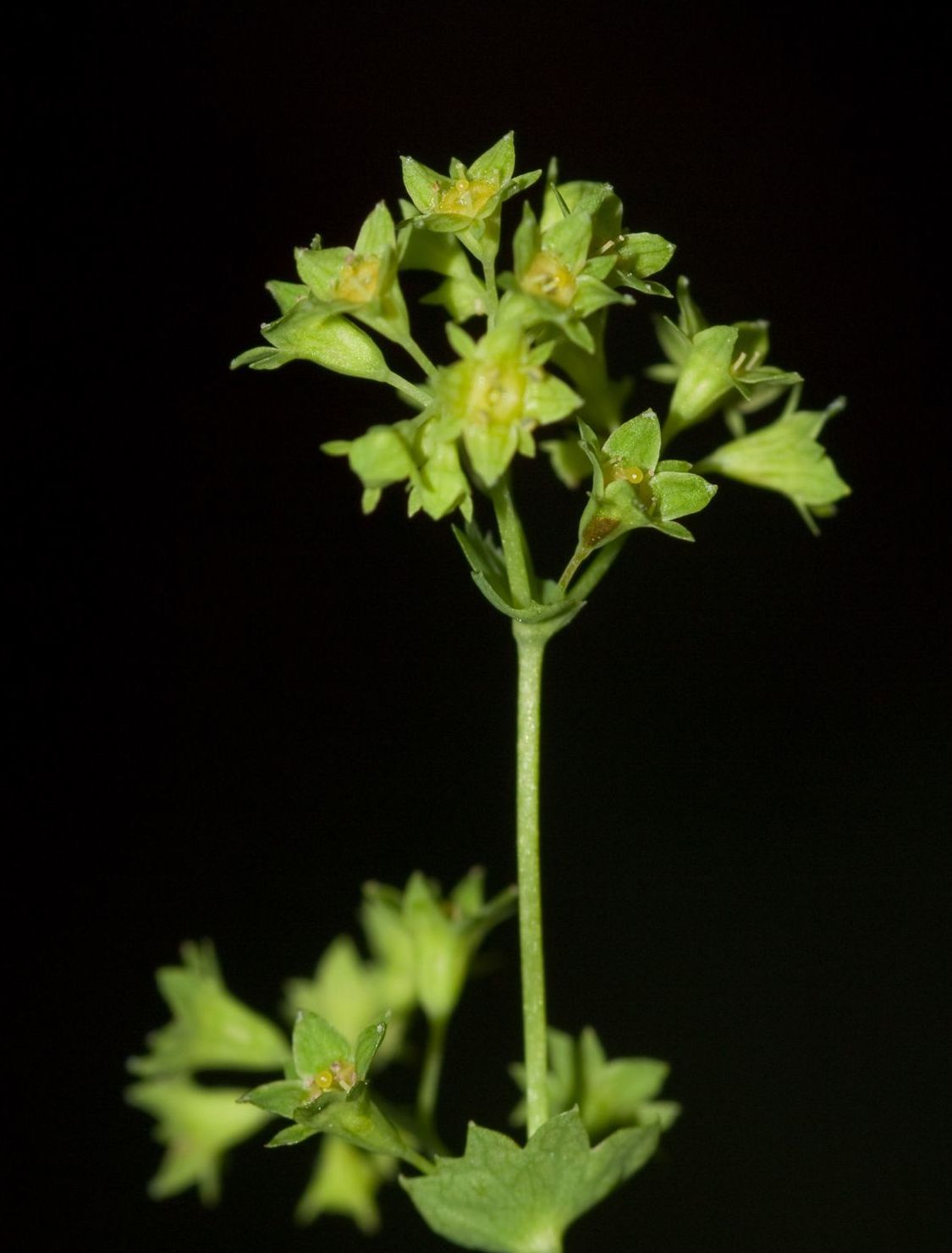
Bloemen
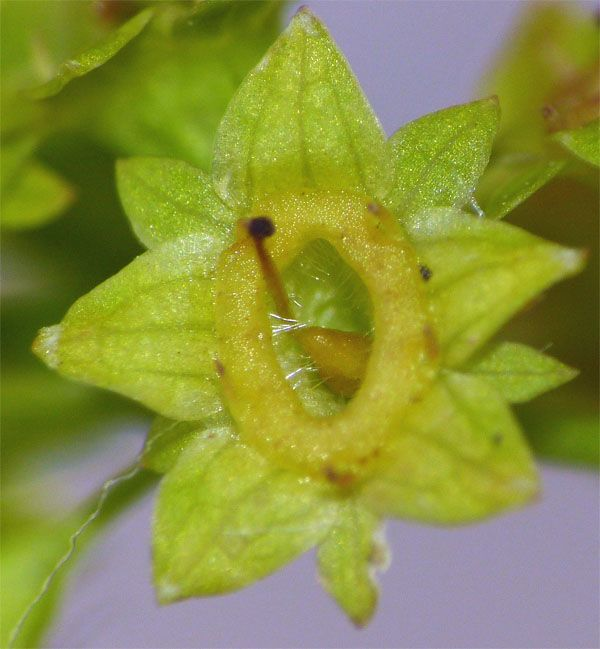
Bloem
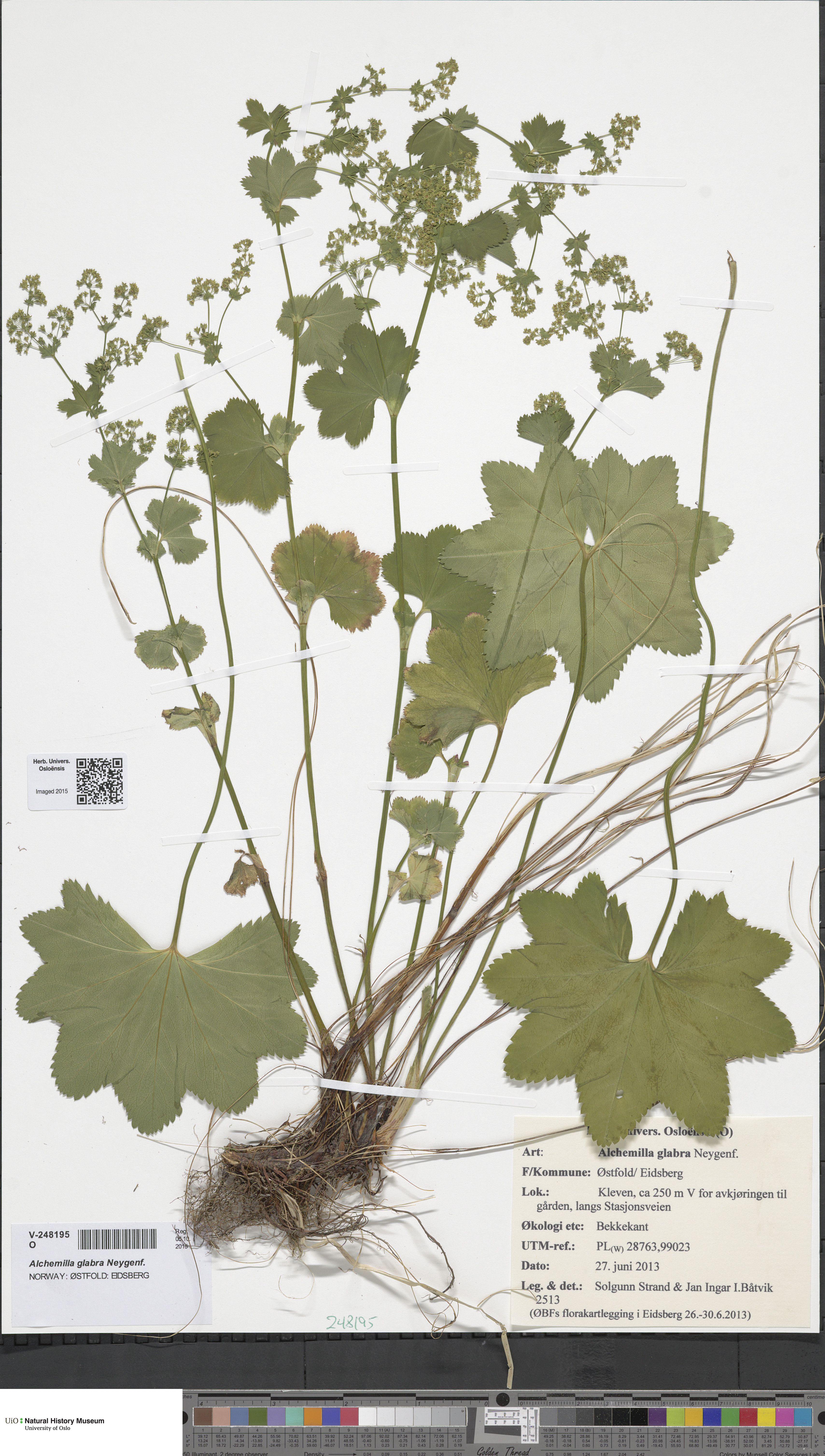
Herbarium

De plant komt voor op natte tot vochtige grond in bermen en aan waterkanten.